# Motorola G5 projekt
A Motorola G5 projekt egy 64 bites PowerPC processzor létrehozására irányuló sikertelen kísérlet volt 2000–2001 fordulója körül, amely a Motorola PowerPC 7400 sorozatának utódja lett volna. A korabeli fejlesztési tervekben a processzorra és a projektre PowerPC 7500 jelöléssel hivatkoztak.
A kommunikációból a cégen kívül arra következtettek, hogy a Motorolánál már készen áll egy működő „G5” csip, de ez a csip megbukott a termelés korai fázisaiban és nem jutott el a használható, gyártható termék állapotáig.
Mikor az Apple elkezdte a 64 bites rendszerek gyártását, ugyancsak a G5 márkanév alatt, már az IBM PowerPC 970 modelljét vette alapul, és ez jelent meg PowerPC G5 néven.

## Fordítás
Ez a szócikk részben vagy egészben  a   Motorola G5 project című angol Wikipédia-szócikk ezen változatának fordításán alapul.  Az eredeti cikk szerkesztőit annak laptörténete sorolja fel. Ez a jelzés csupán a megfogalmazás eredetét és a szerzői jogokat jelzi, nem szolgál a cikkben szereplő információk forrásmegjelöléseként.

### Lásd még
- AIM szövetség
- ppc64